# Theoretische Namenforschung
Die Theoretische Namenforschung beschäftigt sich mit Wesen und Verwendung von Namen aus allgemein-theoretischer Sicht. Sie ist einerseits Teil der Philosophie, vor allem der Logik, andererseits der Sprachwissenschaft.
- Zur Logik gehört die Gegenüberstellung von Name und Benennung. Hier wird für die Sprachebene dieselbe Frage diskutiert, wie bei der Gegenüberstellung von Allgemeinbegriff, der der Benennung entspricht, und Individualbegriff, der dem Namen entspricht (siehe auch: Allgemeinbegriff/Individualbegriff).
- In andere Bereiche der Philosophie begibt sich die Frage nach der Bedeutung des Namens für das benannte Objekt, im Spezialfall die benannte Person.

In der traditionellen Forschung wurde der Name als Bezeichnung für ein Individuum definiert, der im Gegensatz zum Appellativ steht, das als Klassenbezeichnung fungiert.
Problematisch gestaltet sich dabei die Deutung des Namens. Dazu gibt es 3 Auffassungen:
1. Namen haben keine Bedeutung (auf Grundlage von John Stuart Mill)[1]
2. Namen haben eine eingeschränkte Bedeutung bzw. sind semantisch reduziert (Einfluss nach der Sprechakttheorie)
3. Namen haben ein Maximum an Bedeutung (auf Grundlage von Otto Jespersen)[2]

Die Breite der Auffassungen begründet sich darin, wie man Bedeutung definiert. Mill definierte die Bedeutung als einen Klassenbegriff, so dass sich diese Definition nur auf Appellative anwenden ließ. Die Klasse besaß eine Reihe von Merkmalen, die dieser Bedeutung zugeordnet waren. Dementsprechend gab es für ihn Zeichen mit (Appellative) und Zeichen ohne (Eigennamen) Bedeutung. Jespersen dagegen geht von einer Ein-Element-Klasse aus. Somit ist auch das Individuum ein Klassenobjekt und besitzt dadurch eine Bedeutung.
Das heißt, dass der Name ein Spezialfall des Appellativs ist, weil Namen Objekte aus Klassen mit jeweils nur einem Objekt bezeichnen (Individualbegriffe). Andere Appellative werden Benennungen genannt. Sie bezeichnen hingegen Objekte aus offenen Klassen (Allgemeinbegriffe). Bis Ende der 1960er Jahre dominierte die Auffassung, dass Namen keine Bedeutung hätten. In der heutigen Forschung gilt diese These als überholt. Namen gelten als die Worte mit der größtmöglichen Bedeutung überhaupt. Außerhalb der Wissenschaft hat sich jedoch die traditionelle Auffassung bis heute gehalten, obwohl sie ein Relikt der Scholastik ist.